# 青木桂生
青木 桂生（あおき けいせい、1942年2月13日 - 2024年5月11日）は、日本の実業家、薬剤師。クスリのアオキホールディングス創業者。日本チェーンドラッグストア協会名誉会長。

## 人物・来歴
石川県立金沢泉丘高等学校を経て、1965年昭和薬科大学薬学部卒業。
1976年青木二階堂薬局設立、取締役就任。1981年青木二階堂薬局代表取締役。1985年クスリのアオキ設立、代表取締役社長就任。2000年ツルハ取締役。2003年クスリのアオキ代表取締役会長。2005年ツルハホールディングス取締役。2010年クスリのアオキ取締役会長。
2012年一泉同窓会会長。2015年日本チェーンドラッグストア協会会長。2016年クスリのアオキホールディングス取締役会長。2019年日本チェーンドラッグストア協会名誉会長。令和2年春の褒章で旭日中綬章受章。
2024年5月11日、死去。82歳没。

## 親族
元クスリのアオキ代表取締役社長の青木保外志は弟。クスリのアオキホールディングス代表取締役社長の青木宏憲は長男。クスリのアオキホールディングス取締役副社長の青木孝憲は次男。